# Елбингероде (Херцберг ам Харц)
Елбингероде (њем. Elbingerode) општина је у њемачкој савезној држави Доња Саксонија. Једно је од 16 општинских средишта округа Остероде ам Харц. Према процјени из 2010. у општини је живјело 450 становника. Посједује регионалну шифру (AGS) 3156006.

## Географски и демографски подаци
Елбингероде се налази у савезној држави Доња Саксонија у округу Остероде ам Харц. Општина се налази на надморској висини од 200 метара. Површина општине износи 5,7 km². У самом мјесту је, према процјени из 2010. године, живјело 450 становника. Просјечна густина становништва износи 80 становника/km².

## Међународна сарадња
| Мјесто | Држава | Врста сарадње | Од    |
| ------ | ------ | ------------- | ----- |
|        | Пољска | партнерство   | 1993. |
| Извор  |        |               |       |